# Cephalotes minutus
Cephalotes minutus is een mierensoort uit de onderfamilie van de Myrmicinae. De wetenschappelijke naam van de soort is voor het eerst geldig gepubliceerd in 1804 door Fabricius.